# Rudolf Rock & die Schocker
Rudolf Rock & die Schocker ist eine deutsche Rockband, die insgesamt 17 Alben und über 40 Singles auf den Markt gebracht hat.

## Geschichte
Die Band Rudolf Rock & die Schocker gründete im Jahr 1975 der Ex-Leinemann-Bassist Uli Salm (Rudolf Rock). In den folgenden Jahren wechselten ihre Mitglieder mehrfach; überwiegend Musiker, die bei bekannten Musikgruppen spielten bzw. noch sind.
1981 erreichte die Formation mit dem Titel Mein Transistorradio (Musik: Michael Cretu, Text: Michael Kunze) beim deutschen Vorentscheid zum Eurovision Song Contest – „Ein Lied für Dublin“ – Platz 9.
Den größten Charterfolg hatte man im Jahr 1991 mit dem Cover von Herzilein, das sich nach dem Auftritt bei Jürgen von der Lippes Geld oder Liebe 14 Wochen in der Hitparade platzieren konnte und bis auf Platz 12 vordrang.
Seit 2004 ist Susi Salm (vormals Susi Frese) die Sängerin und Frontfrau von Rudolf Rock & Die Schocker.
2011 veröffentlichte Hugo Egon Balder das Album Ist das schön! mit der Band als Begleitung & Uli Salm als Co-Producer.

## Name
Der Bandname ist eine Verballhornung des Namens von Rudolf Schock, der als Sänger im Bereich Oper und Unterhaltungsmusik zur Zeit der Bandgründung sehr bekannt war.

## Bandmitglieder (Auswahl)
Ab 2004 – Susi Salm – Vocals, 1975 Alex Conti (Lake, Atlantis, Curly Curve, Hamburg Blues Band); Adrian Askew (Atlantis, Lucifer’s Friend, Joe Cocker, Edison Lighthouse), Bernd Gärtig (Lake, Neil Landon Band), Erich Doll (Truck Stop), Eckart Hofmann (The Faces, Truck Stop, Dirty Dogs), Peter Kirchberger (“Only You”, Dirty Dogs), Neil Landon (“Yesterday”, “Let’s Twist”, The Ivy League, The Flower Pot Men, Fat Matress), Ulf Krüger (Leinemann, Dirty Dogs, Neil Landon 5), „Panzer“ Lehmann (Karthago), Curvin Merchant (Boney M.), Rale Oberpichler (Randy Pie, Paso Doble), Lonzo, Bernd Schulz (Faces, Rattles, Randy Pie), Dicky Tarrach (Rattles, Randy Pie, Moti Special), Ingeburg Thomsen (Randy Pie), Freya Wippich (Udo Lindenberg), Susu Eder (Texas Lightning, Foxy), Micky Wolf (Düsenberg), Lutz Wollersen (Cool Cad & The Tailfins), Hugo Egon Balder (Birth Control), Bernhard Paul (Roncalli), Micha Götz (Berlin Blues Brothers), Chris Ehringer (Mardi Gras), Gustl Lütjens (Nena, Shirley Bassey), Toby Weber, Jan Zehrfeld (Panzerballett), Otto Stanileu (Spider Murphy Gang), Mickie Stickdorn (Lake, Elephant, Heinz Rudolf Kunze), Eddie Fillip (Inga Rumpf), Björn Hofmann (Rockhouse, Dirty Dogs), Robbie Missler (Muskelkater, Foxie B.), Günther Brackmann (B.Sharp, Boogie House), Mick Brady (Johnny & the Hurricanes, Del Shannon, John Parr), Chris Thornton (Subway), Berry Sarluis (Leinemann, Karl Dall, Achim Reichel).

## Rezensionen
„... Da wird ein unheimlich spritziger und lebendiger Rock ‘n’ Roll gespielt, mit fabelhaften Soloparts und wunderschön kitschigen Background-Chören. Wenn ihr mal auf ‘ner Party eine zündende Abwechslung zum gerade aktuellen Disco-Sound sucht, diese LP bringt sie. Und zwar nicht zu knapp!“

„... Kaum hatte die Hamburger Band “RUDOLF ROCK & DIE SCHOCKER” im BREMER "MUSIKLADEN" frei nach dem Motto “Der Trommler klopft den Takt wie toll - zum guten alten Rock ‘n’ Roll” ihren Auftritt hinter sich, liefen die Telefone bei der Sekretärin vom Dienst heiß. Regisseur MIKE LECKEBUSCH: Sowas haben wir noch nie erlebt.“

## Diskografie

### Langspielplatten (Auswahl)
- 1976: Man müßte nochmal halbstark sein
- 1977: So wie ein Tiger
- 1978: Volle Pulle
- 1978: Rock’n Roll Radio Revival Show
- 1979: Alte Rock’n Roller
- 1980: Rockin’ Kangaroo als Rudie, englisches Album[9][10]
- 1991: Lederzwang
- 1991: Herzlichst (CD)
- 2007: Live im Witzigmann-Roncalli Bajazzo
- 2013: Live @ Harley Days Hamburg

### Singles und EPs (Auswahl)
- 1976: Sexy Hexy / Das ist 'ne Party
- 1976: Blue Jeans Inge / Mann müsste noch mal halbstark sein
- 1977: So wie ein Tiger / Motive
- 1978: Volle Pulle / Teddybär
- 1979: Dieter / Einsam
- 1979: Das war der Star-Club / Dieter
- 1980: Du sollst nicht mehr weinen / Teddyboy
- 1981: Mein Transistorradio / Er steht so auf die Monroe
- 1984: Sag' Laura, ich liebe sie
- 1984: Maskerade
- 1990: Herzilein / Rock Rudolf Rock
- 1991: Heiner, der Weiner / Schockertwist
- 2004: Das ist ne Party

### Hugo Egon Balder mit Rudolf Rock & Die Schocker
- 2011: Ist das schön